# Hrabstwo Cumberland (Wirginia)

Piramida wieku hrabstwa

Hrabstwo Cumberland – hrabstwo w USA, w stanie Wirginia, według spisu z 2000 roku liczba ludności wynosiła 9017. Siedzibą hrabstwa jest Cumberland.

## Geografia
Według spisu hrabstwo zajmuje powierzchnię 776 km², z czego 773 km² stanowią lądy, a 3 km² – wody.

### CDP
- Cumberland